# خوانین گارسیا
خوانین گارسیا (اسپانیایی: Juanín García‎؛ زادهٔ ۲۸ اوت ۱۹۷۷) بازیکن هندبال اهل اسپانیا بود.
از باشگاه‌هایی که در آن بازی کرده‌است می‌توان به باشگاه هندبال بارسلونا اشاره کرد.